# Christian-Jaque
Christian-Jaque; właśc. Christian Maudet (ur. 4 września 1904 w Paryżu, zm. 8 lipca 1994 w Boulogne-Billancourt) – francuski reżyser i scenarzysta filmowy znany głównie jako twórca tzw. "kina rozrywkowego". Laureat honorowego Cezara za całokształt twórczości (1985).
W 1952 na Międzynarodowym Festiwalu Filmowym w Cannes otrzymał Złotą Palmę dla najlepszego reżysera za film płaszcza i szpady pt. Fanfan Tulipan z Gérardem Philipem i Giną Lollobrigidą w rolach głównych. Za ten sam film przyznano mu nagrodę Srebrnego Niedźwiedzia na 2. w historii Międzynarodowym Festiwalu Filmowym w Berlinie.
Był 6-krotnie żonaty.
Zmarł krótko przed 90. urodzinami, 8 lipca 1994 na zawał serca. Pochowany na paryskim cmentarzu Père-Lachaise.

## Filmografia

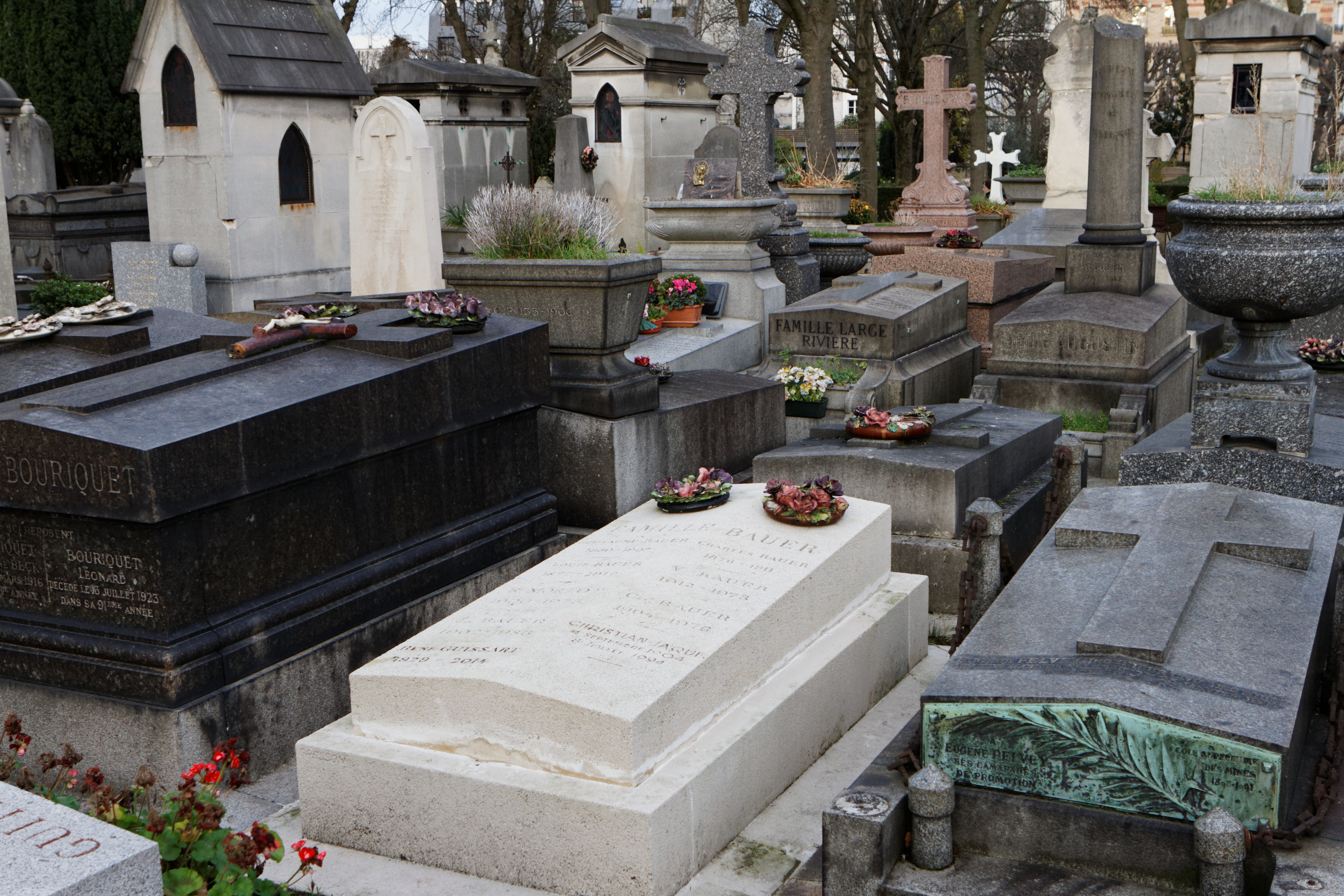
Grób reżysera na paryskim cmentarzu Père-Lachaise

- Złoty bidon (1932; reżyserski debiut)
- Bohater legii cudzoziemskiej (1936)
- Josette (1937)
- Perły korony (1937)
- Ernest buntownik (1938)
- Król się bawi (1938)
- Porwanie w Saint-Agil (1938)
- Tajemnica nocy wigilijnej (1941)
- Symfonia fantastyczna (1942)
- Podróż bez nadziei (1945)
- Carmen (1945)
- Baryłeczka (1945)
- Cienie przeszłości (1946)
- Pustelnia Parmeńska (1948)
- Stracone wspomnienia (1950)
- Czarujące istoty (1952)
- Fanfan Tulipan (1952)
- Lukrecja Borgia (1953)
- Madame du Barry (1954)
- Nana (1955)
- Gdyby wszyscy ludzie dobrej woli (1956)
- Nathalie (1957)
- Prawo jest prawem (1958)
- Babette idzie na wojnę (1959)
- Francuzka i miłość (1960; reż. noweli pt. Rozwód)
- Madame Sans-Gêne (1961)
- Zbrodnia doskonała (1962)
- Gentleman z Cocody (1964)
- Czarny tulipan (1964)
- Święty zastawia pułapkę (1966)
- Druga prawda (1966)
- Lady Hamilton (1968)
- Królowe Dzikiego Zachodu (1971)
- Słynne ucieczki (1972; serial TV; reż. odc. 1. pt. Szachista i odc. 5. pt. Ucieczka księcia de Beaufort)